# Арета III Филэллин
Арета III Филэллин или Харитат III (набат.: Ḥāritat; умер около 62/61 годы до н. э.) — царь Набатеи с 84 до 62/61 года до н. э. Участвовал в борьбе за хасмонейский престол на стороне Гиркана II. В конце своего правления, будучи побеждён римским проконсулом Сирии, первым из набатейских царей признал над собой верховенство Рима.

## Происхождение и начало правления
Арета III Филэллин, судя по всему, был сыном царя Набатеи Ободата I и вступил на набатейский престол в 84 году до н. э. (по другой хронологии — в 87 году до н. э.) после кратковременного правления Раббэля I, который мог быть его братом. Арета III стал продолжателем политики Ободата I по укреплению Набатейского государства, добившись в этом на первых порах определённых успехов. Во внутренней политике Арета продолжил развивать старые набатейские города и основывать новые, в частности, при нём был основан город Авару на пути от Петры к Эйлату.
Во внешней политике Арета стремился к расширению границ Набатейского царства, в том числе продолжая противостояние с иудейским государством Хасмонеев в Палестине. Большим, хоть и временным, достижением Ареты III стало присоединение Келесирии, о чём повествует Иосиф Флавий. Судя по всему, с самого начала своего правления Арета находился в состоянии войны с селевкидским царём Антиохом XII Дионисом. Около 84 года до н. э. Антиох XII двинулся во главе своих войск из Иудеи, где воевал с Хасмонеями, в Аравию. Арета вначале отступил, но потом внезапно появился перед Антиохом во главе десяти тысяч всадников. Последовавшее затем сражение окончилось победой Ареты III и гибелью Антиоха. Вслед за этим правители Дамаска, опасаясь нападения со стороны тетрарха Халкиды Птолемея, сына Меннея, обратились к Арете за защитой, в результате чего Дамаск и вся Келесирия перешли под власть царя Набатеи. В 72 или 71 году до н. э. Дамаск был захвачен армянским царем Тиграном II и больше уже не возвращался под власть Ареты.
В Дамаске Арета в 84 году до н. э. начал чеканку новых бронзовых и серебряных монет, используя местный селевкидский стандарт с легендами на греческом языке. Эти монеты предназначались для обращения внутри Дамаска и помимо имени царя содержали принятый им эпитет «Филэллин» — «Друг греков». С тех пор некоторые набатейские цари присваивали себе эпитеты, типичные для эллинистических монархов Ближнего Востока (Арета IV Филодем, Раббэль II Сотер).

## Противостояние с Хасмонеями
Результатом присоединения Келесирии стало то, что хасмонейский царь Александр Яннай оказался окружён набатейскими владениями. Около 82 года до н. э. Арета III вторгся в Иудею и разгромил хасмонейские войска в битве при Адиде. После этого было заключено мирное соглашение и Арета покинул Иудею. Через некоторое время Александр Яннай сумел восстановить свой контроль над югом Сирии и юго-восточным побережьем Средиземного моря, полностью вернув все земли, отнятые у него Аретой.
Длительная вражда между Набатеей и хасмонейскими царями привела к тому, что Набатейское царство стало естественным убежищем для множества политических изгнанников из Иудеи, получая при дворе Ареты в Петре радушный приём, о чём также упоминает Иосиф Флавий. Когда же после смерти вдовы и преемницы Александра Янная, царицы Саломеи Александры, в 67 году до н. э. разгорелась борьба за иудейский престол между их сыновьями Гирканом и Аристобулом, Арета воспользовался возможностью вмешаться во внутренние дела Хасмонеев. Свергнутый с престола Аристобулом, Гиркан бежал в Петру, где стал убеждать набатейского царя выступить против Аристобула, обещая в случае успеха отдать Арете область с двенадцатью городами, когда-то захваченную Александром Яннаем у арабов. Поддавшись на уговоры, Арета III, если верить Иосифу Флавию, во главе пятидесятитысячного войска вторгся в Палестину и вскоре разбил войска Аристобула. Хасмонейский царь бежал и заперся в Иерусалиме, к которому во главе своей армии подступил Арета. Накануне Пасхи 65 года до н. э. он начал осаду Иерусалима.
В это самое время Сирия была занята римскими войсками Гнея Помпея, который направил в Иудею Марка Эмилия Скавра. В Иудее к Скавру прибыли посланцы Аристобула и Гиркана, которые при помощи взяток попытались заручиться его поддержкой. Скавр принял сторону Аристобула и потребовал от Ареты III снять осаду Иерусалима и отступить под страхом объявления его врагом римского народа. Арета отступил от Иерусалима, а Аристобул перешёл в наступление и разбил набатейские войска у Папирона в долине реки Иордан. Через некоторое время Марк Эмилий Скавр, ставший первым проконсулом Сирии, совершил большой поход в Набатею, но не смог сходу взять хорошо укреплённую Петру и занялся опустошением страны. Желая закончить дело миром, Скавр направил к Арете III Антипатра, бывшего с царём Набатеи в дружеских отношениях и женатого на набатейской принцессе Кипре (возможно, дочери Ареты III). Как повествует Иосиф Флавий, Антипатр убедил Арету откупиться от Скавра и сам выступил поручителем в сумме 300 талантов. На этих условиях Скавр прекратил войну, при этом царь Арета III признал над собой римское верховенство. Вернувшись в Рим и заняв должность курульного эдила, Марк Эмилий Скавр в 58 году до н. э. отчеканил денарии с изображением Ареты III, преклонившего колено рядом со своим верблюдом и с мольбой простирающего правую руку к победившему его Скавру. Изображение дополняла подпись «REX ARETAS».
Царствование Ареты III окончилось в 62/61 году до н. э., ему наследовал Ободат II, возможно, его сын. Правление Ободата II после Ареты III, однако, не вполне доказано. Само существование Ободата II подтверждается лишь надписями на нескольких набатейских монетах, датированных первым, вторым и третьим годами правления некоего царя Ободата. Исходя из этого, правление Ареты могло завершиться на два года позднее — в 60/59 году до н. э. В таком случае, наследником Ареты III был царь Малику I.